# Assassin’s Creed Mirage
Assassin’s Creed Mirage (в русской локализации — «Assassin’s Creed: Мираж») — компьютерная игра в жанре action-adventure, разработанная студией Ubisoft Bordeaux и изданная Ubisoft. Является тринадцатой крупной частью серии Assassin’s Creed. Изначально, проект задумывался как сюжетное дополнение для предыдущей части серии, Assassin’s Creed Valhalla, однако в процессе разработки он эволюционировал в самостоятельную игру. Геймплей игры был вдохновлён первой частью серии Assassin’s Creed, и, по словам разработчиков, в ходе разработки основное внимание уделялось стелсу, паркуру и убийствам.
Игра является сюжетным приквелом Valhalla, и описывает историю Басима ибн Исхака, одного из ключевых персонажей игры. Действия происходят в Багдаде в 861 году, за 12 лет до событий Valhalla, и посвящены молодости Басима и его становлению в качестве мастера в Братстве ассасинов, которые борются за мир и свободу против Ордена тамплиеров, стремящихся к миру через контроль.
Игра вышла 5 октября 2023 года на платформах Windows, PlayStation 4, PlayStation 5, Xbox One, Xbox Series X/S. В этом же году Assassin’s Creed Mirage также станет доступна для стримингового сервиса Amazon Luna. В июне 2024 года была выпущена на iOS и iPadOS
После релиза, игра получила преимущественно положительные отзывы. Наибольшую похвалу получили открытый мир игры и стелс.

## Игровой процесс
По словам разработчиков, геймплей игры будет напоминать более старые игры серии Assassin’s Creed, будучи более линейным и ориентированным на сюжет, а также с меньшим акцентом на ролевые элементы по сравнению с Assassin’s Creed Valhalla. Действие игры будет полностью разворачиваться в Багдаде, который разделён на четыре разных района. Один из них Аламут, штаб ассасинов. Паркур, ближний бой и скрытность будут являться основными элементами игры. В миссиях Black-box Басим сможет исследовать окружающую среду, чтобы найти разные способы приблизиться к своим целям и уничтожить их. Кроме того, у него также есть большой арсенал оружия и инструментов, включая скрытый клинок, фирменное оружие ассасинов.

## Сюжет
Действие игры разворачиваются за десятилетия до событий, описанных в Assassin’s Creed Valhalla, и представляет собой «историю становления», в которой Басим проходит путь от уличного вора до наёмного убийцы под руководством своей наставницы Рошан.

## Разработка
Игра была описана как менее значимый проект серии Assassin’s Creed, и что продолжительность игры составит около 15-20 часов. Разработка была запущена в честь 15-летия серии, в котором команда использовала технологию, созданную для предыдущей игры серии, проект якобы отдающий дань уважения оригинальной игре. В игре также будет новая анимация паркура.
До анонса игры на Ubisoft Forward 10 сентября 2022, проект был слит в том же году под кодовым названием Rift, тогда выяснилось, что игра изначально разрабатывалась как дополнение для Assassin’s Creed Valhalla, а затем переросла в самостоятельную часть.
В конце мая 2023 года разработчики игры объявили о том, что игра выйдет в октябре 2023 года.

## Релиз
Assassin’s Creed Mirage вышла 5 октября 2023 года для Windows, PlayStation 4, PlayStation 5, Xbox One, Xbox Series X/S и Amazon Luna. В 2024 году ожидается релиз игры на платформах iOS и iPadOS. Вскоре после анонса игры сообщалось, что игра получила рейтинг «Только для взрослых» (AO) от Entertainment Software Rating Board, что ограничило бы количество торговых точек, в которых игра могла бы распространяться в США, после объявления в магазине Xbox неделей ранее, причем одной из причин было то, что она содержала «азартные игры». Ubisoft быстро опровергла оба утверждения, заявив, что игра ещё не была оценена и «в игре не будет азартных игр или лутбоксов».

## Дополнительный загружаемый контент
- «Сорок разбойников» — дополнительная миссия, которая даётся в награду за предзаказ игры. Сюжет квеста вдохновлён восточной сказкой «Али-баба и сорок разбойников»[14];
- «Deluxe Pack» — набор предметов в дизайне франшизы Prince of Persia, включающий в себя эксклюзивный костюм, скины для скакуна и орла, а также дополнительные виды оружия. Входит в делюксовое и коллекционное издания игры[14][15].

В июле 2023 года, директор разработки игры, Стефан Будон, заявил, что у студии нет планов на выпуск пострелизного контента для игры, в частности, сюжетных дополнений. В конце января 2025 года Ubisoft отказалась комментировать сведения о том, что саудовская компания Savvy Games Group будет финансировать новое сюжетное дополнение к Assassin’s Creed Mirage.

## Музыка
Вслед за анонсом игры стало известно, что композитором саундтрека игры выступил американский исполнитель электронной музыки Брендан Ангелидес, при содействии палестинского композитора Акрама Хаддада. 29 сентября 2023 года была выпущена заглавная музыкальная тема игры. Премьера полного саундтрека игры состоялась в цифровом формате 6 октября, через день после выхода игры. CD-версия сборника саундтреков в урезанном варианте включена в коллекционное издание игры.
| №   | Название                         | Длительность |
| --- | -------------------------------- | ------------ |
| 1.  | «Mirage Theme»                   |              |
| 2.  | «The Shadows We Walk»            |              |
| 3.  | «Madinat al-Salam»               |              |
| 4.  | «Daughter of No One»             |              |
| 5.  | «Tales of Baghdad»               |              |
| 6.  | «Bloodflower»                    |              |
| 7.  | «Nightshade»                     |              |
| 8.  | «Retribution»                    |              |
| 9.  | «Serpent's Kiss»                 |              |
| 10. | «Leaving for Alamut»             |              |
| 11. | «Outside the Walls»              |              |
| 12. | «Sand Drift»                     |              |
| 13. | «Hushed Blades»                  |              |
| 14. | «The Wild»                       |              |
| 15. | «City Under Stars»               |              |
| 16. | «The King Sun»                   |              |
| 17. | «Singing Dunes»                  |              |
| 18. | «Whispers»                       |              |
| 19. | «Pools of Blood»                 |              |
| 20. | «True Sight»                     |              |
| 21. | «A Path of Shadows»              |              |
| 22. | «A Path of Head»                 |              |
| 23. | «The Round City»                 |              |
| 24. | «Incense Trails»                 |              |
| 25. | «Assassin's Lament»              |              |
| 26. | «The Infiltration»               |              |
| 27. | «The Escape»                     |              |
| 28. | «Nothing as It Seems»            |              |
| 29. | «Without Mercy»                  |              |
| 30. | «Baghdad Murmurs»                |              |
| 31. | «Truth of Masks»                 |              |
| 32. | «Deadly Shade»                   |              |
| 33. | «You Are Never Alone»            |              |
| 34. | «Noxious»                        |              |
| 35. | «Center of Science»              |              |
| 36. | «Spices»                         |              |
| 37. | «Marketplace»                    |              |
| 38. | «Rooftops»                       |              |
| 39. | «Calotropis Procera»             |              |
| 40. | «You Will Return»                |              |
| 41. | «The Bureau (Mirage Version)»    |              |
| 42. | «Prison»                         |              |
| 43. | «The Jinni»                      |              |
| 44. | «Body and Soul»                  |              |
| 45. | «Put Your Faith in Me»           |              |
| 46. | «Something More Than a Man»      |              |
| 47. | «A New World Awaits»             |              |
| 48. | «Ezio's Family (Mirage Version)» |              |
| 49. | «Mirage Theme (Menu Version)»    |              |

20 сентября 2023 года стало известно, что американская поп-рок-группа OneRepublic записала сингл «Mirage», который станет промосинглом в поддержку игры. Премьера состоялась 22 сентября.

## Отзывы и критика
| Сводный рейтинг       | Сводный рейтинг                    |
| Агрегатор             | Оценка                             |
| --------------------- | ---------------------------------- |
| Metacritic            | PC:77/100 PS5: 77/100 XBXS: 78/100 |
| Иноязычные издания    |                                    |
| Издание               | Оценка                             |
| Edge                  | 6/10                               |
| Game Informer         | 8/10                               |
| GamesRadar+           | [ 30 ]                             |
| IGN                   | 8/10                               |
| NME                   | [ 32 ]                             |
| Русскоязычные издания |                                    |
| Издание               | Оценка                             |
| StopGame.ru           | «Проходняк»                        |

После релиза, Mirage получила преимущественно положительные отзывы от игровых обозревателей, однако в сравнении с другими частями серии, оценки оказались прохладными. На сайте-агрегаторе Metacritic, игре была присвоена средняя оценка в 77 баллов из 100, что является четвёртым низшим результатом в серии Assassin’s Creed.
Рецензент из Game Informer оценил игру на 8 баллов из 10, и отметил, что «геймплей представляет собой явное возвращение к стилю „хищник-жертва“», а также положительно охарактеризовал открытый мир игры, заявив, что «исследовать густонаселённую городскую застройку Багдада Золотого Века — одно удовольствие». Из минусов, рецензент отметил, что многие миссии в игре представляют собой «бесцельные блуждания, которые казались пустой тратой времени». Обозреватель из GamesRadar+ дал игре 4 звезды из 5, заключив, что «Assassin’s Creed Mirage — это небольшое, ориентированное на скрытность приключение, которое наказывает любого, кто пытается действовать громко, в мире, который всегда приятно исследовать». Обозреватель из IGN дал игре 8 баллов из десяти, и назвал игру «решительным возвратом к стелсу», заявив, что «скрытность снова играет главную роль в Assassin’s Creed», а также отметил влияние на Mirage игр Hitman и «Ведьмак».

### Комментарии
1. ↑  Об этом становится известно в ролике «Assassin’s Creed Mirage: The Story So Far — Timeline», выпущенном компанией Ubisoft на официальном YouTube-канале 30 сентября 2023 года.
2. ↑  В рамках непрерывности серии Братство ассасинов и Орден тамплиеров приняли свои современные названия во время крестовых походов XI века. До этого их называли «Незримыми» и «Орденом Древних» соответственно.